# Ślad Pillaia
Ślad Pillaia, ślad Pillaia-Bartletta, test Pillaia (ang. Pillai's trace) – test statystyczny wykonywany w ramach procedur statystyki wielowymiarowej MANOVA i MANCOVA. Test przyjmuje wartości z przedziału od 0 do 1. Im wyższa jest obliczona wartość, w tym wyższym stopniu zaobserwowane efekty wnoszą wkład w model. Hipoteza zerowa zostaje odrzucona wtedy, gdy wartości są odpowiednio duże.  Nazwa testu pochodzi od nazwiska jego twórcy, indyjskiego statystyka K. C. Sreedharana Pillaia, oraz od pojęcia śladu algebraicznego, czyli sumy elementów na głównej przekątnej macierzy kwadratowej.
Alternatywnymi testami dla testu Pillaia, które również mogą być wykonane w ramach MANOVY, są lambda Wilksa, ślad Hotellinga-Lawleya oraz test Roya. 